# Grabinek (województwo zachodniopomorskie)
Grabinek (niem. Gräwingsberg) – osada w Polsce położona w województwie zachodniopomorskim, w powiecie drawskim, w gminie Złocieniec (do końca 2018 w gminie Ostrowice). W latach 1975–1998 miejscowość administracyjnie należała do województwa koszalińskiego. W roku 2007 osada liczyła 6 mieszkańców. Miejscowość wchodzi w skład sołectwa Bolegorzyn.

## Geografia
Osada leży ok. 200 m na północ od Bolegorzyna, między Kluczewem a miejscowością Nowe Worowo.